# 알고 싶어요
《알고 싶어요》는 대한민국의 가수 이선희의 세번째 음반이다.

## 특징
이 음반에 수록된 <알고 싶어요>는 1987년 당시 KBS 가요톱10 5주 연속 1위를 하며 골든컵을 두 번째로 차지하고 한 달 방송 횟수 107회, MBC 라디오 음악차트에서 15주 1위 기록을 만들어 냈다. 그 외 <영>, <어둠은 걷히고>, <청아한 사랑>등이 히트했다. 또 1987년 골든디스크 시상식에서 골든디스크상을 수상하였다.

## 수록곡
| #  | 제목                | 작사   | 작곡   | 재생 시간 |
| -- | ------------------- | ------ | ------ | --------- |
| 1. | 〈잃어버린 약속〉   | 정은이 | 남국인 | 3:21      |
| 2. | 〈어둠은 걷히고〉   | 윤희중 | 윤희중 | 4:33      |
| 3. | 〈이제는 떠나야지〉 | 김홍탁 | 김홍탁 | 3:48      |
| 4. | 〈눈물〉            | 조용호 | 최종혁 | 3:20      |
| 5. | 〈영〉              | 권혁식 | 남국인 | 2:56      |
| 6. | 〈그 표정의 의미〉  | 박정출 | 양시춘 | 3:23      |

| #  | 제목                                   | 작사   | 작곡   | 재생 시간 |
| -- | -------------------------------------- | ------ | ------ | --------- |
| 1. | 〈늦었어요〉                           | 양인자 | 김희갑 | 3:10      |
| 2. | 〈이별은 정말로 어려워요〉             | 박정출 | 양시춘 | 3:19      |
| 3. | 〈알고 싶어요〉                        | 양인자 | 김희갑 | 3:30      |
| 4. | 〈청아한 사랑〉                        | 나리모 | 최종혁 | 3:18      |
| 5. | 〈그 깊은 사랑의 이별〉                | 정은이 | 남국인 | 2:51      |
| 6. | 〈도요새의 꿈 (MBC 제정 한강의 노래)〉 | 염봉자 | 이범희 | 3:36      |